# 妙見閣寺
妙見閣寺（みょうけんかくじ）は、大阪府大阪市旭区中宮に位置する日蓮宗の寺院である。山号は妙法華山。本尊は大曼荼羅御本尊。

## 歴史
1955年（昭和30年）に創建。日惠によって開山され、当初は城東区鴫野にあり、1999年（平成11年）に現在地へ移転された。
また1947年（昭和22年）に現在のJR京橋駅南口に建立された「京橋駅爆撃被災者慰霊碑」の慰霊祭を毎年8月14日に行っており、同慰霊碑は1945年（昭和20年）に第二次世界大戦の大阪大空襲で犠牲になった大阪砲兵工廠と国鉄京橋駅の人々の供養のため建立された。

## 交通
- 大阪シティバス34番バス「中宮」より徒歩1分。
- 阪神高速12号守口線「城北出口」より車で約5分。
- JR「城北公園通駅」より徒歩で約20分。